# گناه هارولد دیدلباک
گناه هارولد دیدلباک (انگلیسی: The Sin of Harold Diddlebock) یک فیلم صامت به کارگردانی پرستون استرجیس و هنرنمایی هارولد لوید است که در سال ۱۹۴۷ منتشر شد.

## بازیگران
- هارولد لوید
- رودی واله
- ادگار کندی
- آرلین جاج
- فرانکلین پاننگبورن
- لایونل استندر
- مارگارت همیلتون
- آرتور هویت
- وایلد بیل هیکاک
- رابرت گریگ
- توربن مایر
- ویکتور پاتل
- پینتو کالویگ
- آنجلو روسیتو
- ریموند والبورن
- جولیوس تانن
- چارلز آر. مور